# Ligue Royale Belge d’Athlétisme
Ligue Royale Belge d'Athlétisme – (nl: Koninklijke Belgische Atletiekbond) belgijska narodowa federacja lekkoatletyczna. Siedziba organizacji znajduje się w Brukseli, a prezesem jest Eddy de Vogelaer. Federacja jest jednym z członków European Athletics. 